# The Wave (station de radio)
Pour les articles homonymes, voir The Wave.
The Wave est une radio privée régionale de Berlin.

## Programmation
La musique principalement diffusée est de la musique de relaxation. La gamme de la station comprend de la musique comme le smooth jazz, la pop, la musique lounge et la soul.
Toutes les heures, le programme est interrompu par des bulletins d'information produites par n-tv.